# Libkova Voda
Libkova Voda település Csehországban, a Pelhřimovi járásban. Libkova Voda Ondřejov, Vokov, Ústrašín, Čelistná, Rynárec, Božejov és Pelhřimov településekkel határos. Lakosainak száma 274 fő (2024. január 1.).

## Népesség
A település lakosságának változását az alábbi diagram mutatja:
| Lakosok száma | 459  | 491  | 440  | 304  | 226  | 223  | 240  | 258  | 258  | 274  |
|               | 1869 | 1900 | 1921 | 1961 | 1980 | 2011 | 2016 | 2019 | 2021 | 2024 |